# 欧阳鹤
欧阳鹤（1927年—2019年8月12日），字子皋，男，湖南长沙人，中国电力工程师、文学编辑，曾任中华诗词学会顾问。